# Сыргали
Сыргали (узб. Sirgʻali / Сирғали) — посёлок городского типа, расположенный на территории Зааминского района Джизакской области Республики Узбекистан.
Статус посёлка городского типа с 2009 года.